# Tracie Thoms
Pour les articles homonymes, voir Thoms.
 (août 2011).
Si vous disposez d'ouvrages ou d'articles de référence ou si vous connaissez des sites web de qualité traitant du thème abordé ici, merci de compléter l'article en donnant les références utiles à sa vérifiabilité et en les liant à la section « Notes et références ».
Tracie Thoms, née le 19 août 1975 à Baltimore, dans le Maryland est une actrice et chanteuse américaine.
Elle se fait connaître, du grand public, par le rôle de Kat Miller dans la série policière Cold Case : Affaires classées (2005-2010).

## Biographie

### Jeunesse et formation
Elle est diplômée de la Juilliard School.

### Carrière
Son apparition en 2005 dans un épisode de Cold Case : Affaires classées a convaincu les producteurs de lui confier un rôle récurrent « Kat Miller » à partir de 2006.
En 2014, elle participe à la troisième saison de l'émission de télévision Catfish : Fausse Identité. Tracie contacte Nev Schulman et Max Joseph pour retrouver une de ses fans, Sammie, qui se cache derrière plusieurs profils et devient inquiétante. On découvre lors de l'émission que cette "fan" n'en est pas à son coup d'essai.
Depuis 2018, elle incarne le rôle de Karen Wilson dans la série américaine 9-1-1. Dans la série elle est la femme de Henrietta Wilson une des pompiers de la brigade d'intervention.
Elle fait également plusieurs apparitions dans la série dérivée de Grey's Anatomy, Station 19, à partir de la troisième saison dans le rôle d'une psychiatre portant le nom de Dr Diane Lewis.

## Filmographie

### Cinéma

#### Longs métrages
- 2004 : Brother to Brother de Rodney Evans : La maman dans le métro
- 2005 : Rent de Chris Columbus : Joanne Jefferson
- 2006 : Le diable s'habille en Prada de David Frankel : Lily
- 2007 : The Warrior Class (en) de Alan Hruska : Thelma Rosbach (vidéofilm)
- 2007 : Boulevard de la mort de Quentin Tarantino : Kim
- 2007 : Descent de Talia Lugacy (en) : Denise
- 2007 : Sex and Breakfast de Miles Brandman : Sarah
- 2009 : Peter and Vandy (en) de Jay DiPietro : Marissa
- 2010 : I Will Follow de Ava DuVernay : Tiffany
- 2012 : Sécurité rapprochée de Daniel Espinosa : Analyste du CIA
- 2012 : Rencontre avec le mal de Chris Fisher : Latisha Rogers
- 2012 : Looper de Rian Johnson : Beatrix
- 2013 : L'Arène (Raze) de Josh C. Waller : Teresa
- 2013 : McCanick de Josh C. Waller : Alice
- 2014 : Annie de Will Gluck : La mère d'Annie
- 2015 : Fun Size Horror: Volume One de film choral : Karen (segment The Collection)
- 2015 : Fun Size Horror: Volume Tow de film choral : Tommy (segment Playing Dead)
- 2016 : Equity de Meera Menon : Melanie
- 2016 : 9 Rides de Matthew A. Cherry : Fiancee
- 2016 : The Watcher de Ryan Rothmaier : Amanda
- 2016 : The Drowning de Bette Gordon : Angela
- 2016 : A Christmas in New York de Nathan Ives : Katherine Taylor
- 2017 : The Concessionaires Must Die! de America Young : Fille de l'église
- 2018 : The California No de Ned Ehrbar : Samantha
- 2018 : The Basement de Brian M. Conley et Nathan Ives : Lauren
- 2019 : Emmett de Bridget Stokes : Sandra
- 2019 : Straight Up de James Sweeney : Dr. Larson

#### Courts métrages
- 2005 : Everyone's Depressed de Yanna Kroyt Brandt : Crystal
- 2014 : A Different Tree de Steven Caple Jr. : Jada
- 2016 : No Touching de Adam Davis et Will Corona Pilgrim : Blair
- 2016 : Injection de Michael Urbanski : Sarah Wenscombe
- 2016 : Divorce: The Greatest Hits de Michael Medico : Helen
- 2018 : Top Ramen de Rebecca Hertz : Opal
- 2018 : Pipe de Max Isaacson : Bliss
- 2018 : Are We Good Parents? de Bola Ogun : Lauren

### Télévision

#### Séries télévisées
- 2002 : As If (en) : Sasha (saison 1, 7 épisodes)
- 2002 : America's Most Terrible Things :  Terri (pilote non retenu par NBC[1])
- 2003 : The Shield : Bonnie (saison 2, épisode 13)
- 2004 : Wonderfalls : Mahandra McGinty (rôle principal - 13 épisodes)
- 2005 : New York, police judiciaire : Linda Ziman (saison 15, épisode 12)
- 2005 - 2010 : Cold Case : Affaires classées : Kat Miller (rôle récurrent - 106 épisodes)
- 2008 : This Can't Be My Life : Rachel Brooks (saison 1, épisode 1)
- 2009 : Private Practice : Colette (saison 3, épisode 4)
- 2010 : Human Target : La Cible : Michelle (saison 2, épisode 5)
- 2011 : Suits : Avocats sur mesure : Becky (saison 1, épisode 6)
- 2011 : La Loi selon Harry : Katherine (saison 1, 4 épisodes)
- 2011 : Wonder Woman : Etta Candy (pilote non retenu par Warner Bros. Television[2])
- 2011 : Bandwagon: The Series : Tracie Thoms (11 épisodes)
- 2013 : Dr Emily Owens : Natalia Gorgia (saison 1, épisode 11)
- 2013 : The Good Wife : Judy Bishop (saison 4, épisode 16)
- 2013 : Person of Interest : Monica Jacobs (saison 2, épisode 19)
- 2013 : Gothica : Mina (pilote non retenu par ABC[3])
- 2014 : Veep : Alicia Bryce (saison 3, épisode 3)
- 2014 : Songbyrd : Clara Frye (pilote non retenu par Universal Television Group[4])
- 2015 - 2016 : He's With Me : Naomi (3 épisodes)
- 2016 : Sidetracked : Leigh (mini-série - rôle principal, 9 épisodes)
- 2016 : Send Me: An Original Web Series : Gwen (web-série - rôle récurrent, 6 épisodes)
- 2016 : Living with Models : Hatch Girl (3 épisodes)
- 2016 : The Mindy Project : Kathy (saison 4, épisode 24)
- 2016 : BrainDead : Ashley Cook (saison 1, épisode 9)
- 2016 - 2018 : Love : Susan Cheryl (rôle récurrent - 10 épisodes)
- 2017 : American Gods : Buffer (saison 1, épisode 5)
- 2017 : Live From Lincoln Center : Dr. Charlotte (saison 43, épisode 2)
- 2017 : Esprits Criminels : Monica Walker (saison 12, épisode 20 et saison 13, épisode 1)
- 2017 : Wisdom of the Crowd : Agent spécial Lydia Driscoll (saison 1, épisode 8)
- 2017 - 2018 : Gone : agent fédéral Maya Kennedy (rôle récurrent - 9 épisodes)
- 2018 : Unreal : Fiona Berlin (rôle récurrent - 10 épisodes)
- 2018 : The First : Nancy (saison 1, 4 épisodes)
- 2018 : Grey's Anatomy : Roberta Gibbs (saison 15, épisode 6)
- depuis 2018 : 9-1-1 : Karen Wilson (rôle récurrent - en cours)
- 2019 : Abby's : Emily (saison 1, épisode 4)
- 2019 - 2023 : Truth Be Told : Le Poison de la vérité : Desiree Scoville (rôle récurrent - 28 épisodes)
- 2020 : Grey's Anatomy : Station 19 : Dr. Diane Lewis (saison 3 à saison 7 )
- 2020 : Lincoln : A la Poursuite du Bone Collector : Agent du FBI Cutter
- 2025 : Good American Family : Dr. Rani Burch (épisode 3)

#### Téléfilms
- 2002 : Porn' n Chicken de Lawrence Trilling : Andrea
- 2016 : Le sacrifice d'une mère de Nelson George : Demetria

## Théâtre
- 2009 : Rent: Filmed Live on Broadway de Michael John Warren : Joanne Jefferson

## Distinctions
Sauf indication contraire ou complémentaire, les informations mentionnées dans cette section proviennent de la base de données IMDb.

### Récompenses
- Las Vegas International Film Festival 2013 : meilleure actrice pour L'arène
- Zed Fest Film Festival 2018 : meilleure actrice pour Pipe

### Nominations
- Black Reel Awards 2006 : meilleure actrice dans un second rôle pour Rent
- 11e cérémonie des Critics' Choice Movie Awards 2006 : 
  - meilleure musique pour Rent
  - meilleure distribution pour Rent
- Online Film & Television Association 2006 : meilleure musique pour Rent
- Indie Series Awards 2012 : meilleure actrice dans une série télévisée comique pour Bandwagon: The Series
- 68e cérémonie des Primetime Emmy Awards 2016 : meilleure actrice dans une mini-série comique ou dramatique pour Send Me: An Original Web Series
- Reel East Texas Film Festival 2018 : meilleure actrice dans un second rôle pour The California No